# Robert Dobkin
Robert C. Dobkin (* 1944 in Philadelphia) ist ein Entwickler im Bereich der analogen integrierter Schaltkreise (IC).

## Leben
Dobkin studierte am MIT, ohne dort einen Abschluss zu machen. Anschließend ging er u. a. zu GTE Defense Systems. Von dort wechselte er im Januar 1969 zu National Semiconductor und blieb bis Juli 1981. Im gleichen Jahr gründete er zusammen mit Robert Swanson und Robert Widlar die Firma Linear Technology, in dessen Vorstand und Entwicklungsabteilung er bis zur Übernahme durch Analog Devices im Jahr 2016 tätig war.
Auf Dobkin gehen wichtige Entwicklungen zurück wie beispielsweise
- der erste einstellbare lineare Spannungsregler LM317,
- die Spannungsreferenz LM199 basierend auf einer integrierten Zener-Diode,
- eine langzeitstabile Zener-Spannungsreferenz, die LTZ1000(A),
- der erste Low-Drop-Out-Regler LT1083,
- der Operationsverstärker LM118 mit erhöhter Bandbreite und Spannungsanstiegsrate.